# Grajské Alpy

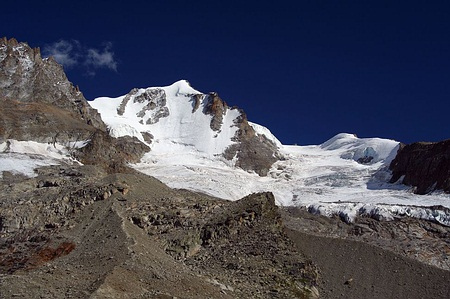
Gran Paradiso

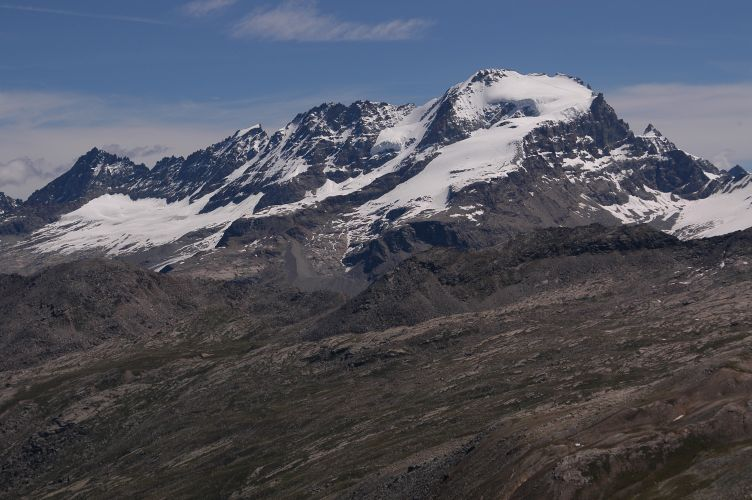
Gran Paradiso

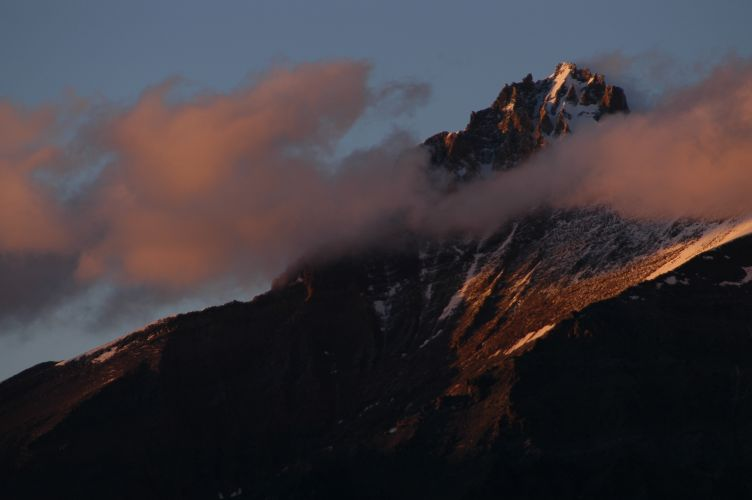
La Grivola

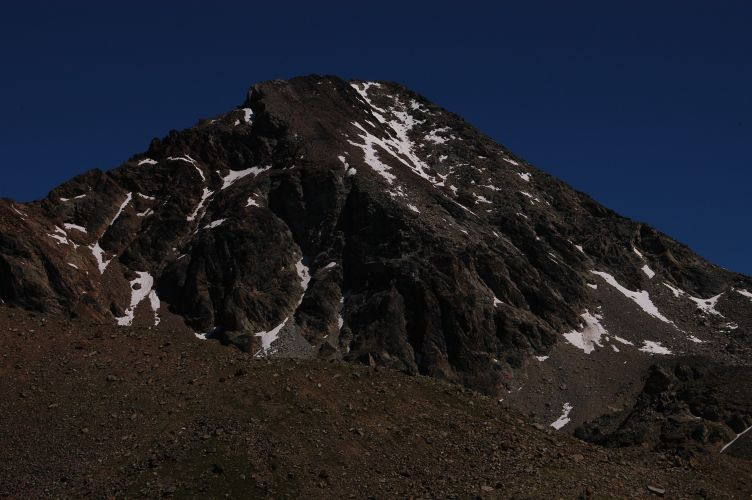
Monte Emilius

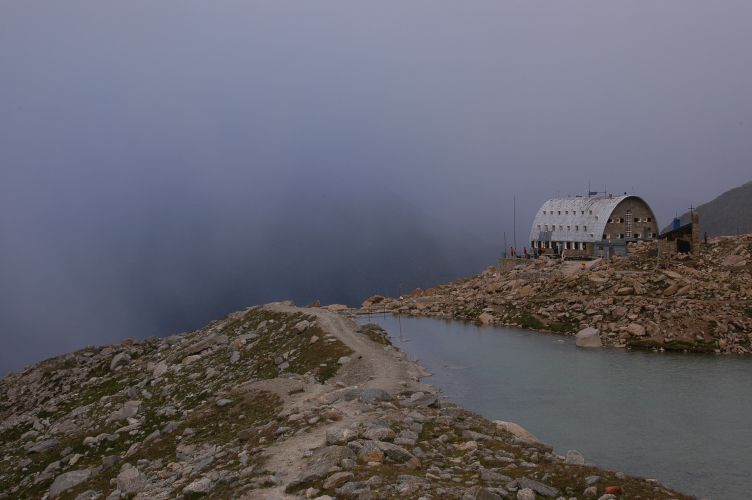
Rifugio Vittorio Emanuelle

Grajské Alpy jsou jedním z alpských pohoří v severní Itálii. Pouze malou částí zasahují na francouzské území. Známé jsou spíše pod názvem zdejšího Národního parku Gran Paradiso založeného roku 1922. Do hor zasahují mnohé velmi významné doliny (Valgrisenche, Val di Rhemes, Valsavarenche či Val di Cogne). Nejvyšším vrcholem je Gran Paradiso (4061 m n. m.), který je ve skupině jedinou čtyřtisícovkou. Centrální část je bohatě zaledněná. V okolí nejvyšších vrcholů nalezneme celé labyrinty menších ledovců. Největším ledovcem je Ghiacciao del Rutor. V Grajských Alpách je perfektně propojená síť turistických značených cest. Hlavním turistickým centrem oblasti je obec Cogne v severní části masivu a je to zároveň správní městečko Národního parku Gran Paradiso.

## Geologie
Základním stavebním prvkem Grajských Alp je rula. Některá údolí v sobě skrývají bohatství některých nerostů (magnetit). V pohoří se však setkáme i s antracitem, křemenem, vápencem nebo svorem.

## Poloha a členění
Grajské Alpy leží převážně na území Itálie a částečně Francie. Severní hranici tvoří tok řeky Dora Baltea (údolí Valle d'Aosta), západ území je vymezen údolím řeky Isère. Na jihu sousedí s Kotickými Alpami, přičemž rozmezím je údolí Valle di Susa s řekou Dora Riparia. Grajské Alpy mají rozlohu 3200 km² a jsou tak jedním z největších horských celků Západních Alp.

## Vrcholy
Itálie
- Gran Paradiso (4061 m)
- Grivola (3969 m)
- Herbetet (3778 m)
- Monte Emilius (3558 m)
- Rocciamelone (3539 m)
- Testa del Rutor (3476 m)
- Mont Taou Blanc (3428 m)
- Punta Basei (3338 m)

Francie
- Pointe de Charbonnel (3752 m)
- Pointe de Ronce (3612 m)
- Ouille d´Arbéron (3554 m)

Itálie/Francie
- Aiguille de la Grande Sassière (3747 m)
- Uia di Ciamarella (3676 m)
- Levanna Centrale (3619 m)
- Tsanteleina (3602 m)

## Národní park Gran Paradiso
Národní park Gran Paradiso má plochu 730 km² a chrání především bohatou floru a faunu (kozorožce). Počátky parku sahají až do r. 1851, kdy se oblast stala loveckou rezervací, později pak soukromou rezervací královské rodiny. Národní park Gran Paradiso byl ovlivněn poklesem stavu kozorožců horských na počátku 19. století, kdy se rozhodl italský král Viktor Emanuel II. zakázat jejich lov a zachránit tak toto nádherné zvíře před vyhubením. V r. 1919 přešlo území do vlastnictví státu a samotné založení Národního Parku Gran Paradiso bylo stvrzeno až v roce 1922. V Itálii to byl na tu dobu revoluční čin. Z původního stavu 419 kusů je kozorožců v parku v současné době zhruba 4000 kusů. Kamzíků kolem 3500 kusů. Dále jsou zde chráněni orel skalní, kavče žlutozobé, bělokur aj.

## Alternativní členění
Podle některých publikací obsahují Grajské Alpy čtyři horské skupiny, z nichž pouze o dvou (východní a centrální část) pojednává tento článek:
- Masiv Mont Blancu – na sever od Col du Petit Saint-Bernard (nejvyšší hora Mont Blanc, 4 808 m); používá se také označení Savojské Alpy; někdy bývá Mont Blanc naopak zahrnut do Peninských/Walliských Alp
- západní (francouzská) část – zahrnuje Národní park Vanoise (Grande Casse, 3 861 m)
- centrální část – mezi sedly Col du Petit Saint-Bernard a Col du Mont Cenis (Pointe de Charbonnel, 3 760 m)
- východní (italská) část – zahrnuje Národní park Gran Paradiso (Gran Paradiso, 4 061 m)